# Charles Edward Perugini
Pour les articles homonymes, voir Perugini.
 (13 décembre 2016).
Charles Edward Perugini, né le 1er septembre 1839 à Naples et mort le 22 décembre 1918 à Londres, à l'origine Carlo Perugini, est un peintre anglais mais né italien, de l'époque victorienne et romantique.

## Biographie
Carlo Perugini naît en 1839 à Naples, mais il vit avec sa famille en Angleterre de l'âge de six à dix sept ans. Il est formé en Italie par Giuseppe Bonolis et Giuseppe Mancinelli, et à Paris par Ary Scheffer. Il devient un protégé de Lord Leighton, qui le ramène en Angleterre en 1863.
En 1874, il épouse la plus jeune fille du romancier Charles Dickens, Kate Perugini qui poursuit son propre parcours artistique, parfois en collaboration avec son mari. Le tableau de Perugini de 1878 A Girl Reading, peut-être son œuvre la plus connue, est située dans la collection de la Manchester Art Gallery. Elle est léguée par James Thomas Blair en 1917.
Le portrait de Perugini de Sophie Gray (en), la belle-sœur du peintre préraphaélite Sir John Everett Millais, est pendant de nombreuses années confondu avec une œuvre de Millais lui-même.
Charles Edward Perugini et sa femme maintiennent une vie sociale active dans les milieux artistiques de leur époque.
Il meurt le 22 décembre 1918 à Londres.

## Œuvres
- A Girl Reading (1878; Manchester Art Gallery)
- Orange Blossoms (1879)
- Faithful (1879; Walker Art Gallery)
- Tender Cares (1880)[5]
- Idle Moments (avant 1885)
- A Summer Shower (1888; Ferens Art Gallery (en), Hull)
- 'The Highborn Ladye-Moore'  (introuvable)
- La Superba (introuvable)
- Graziella
- A Backward Glance
- The Green Lizard, huile sur toile[1]

## Galerie

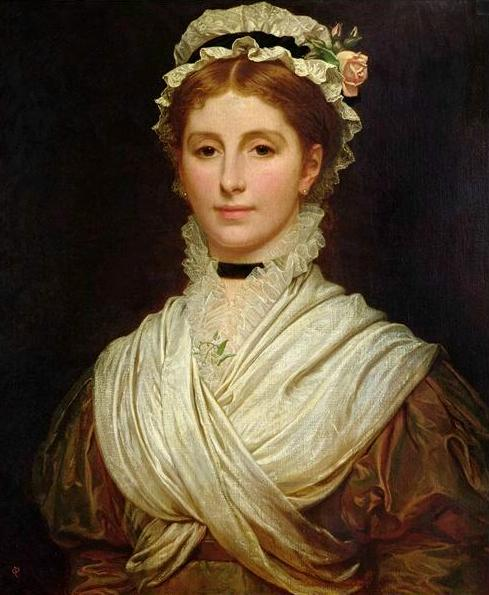
Portrait de son épouse Kate
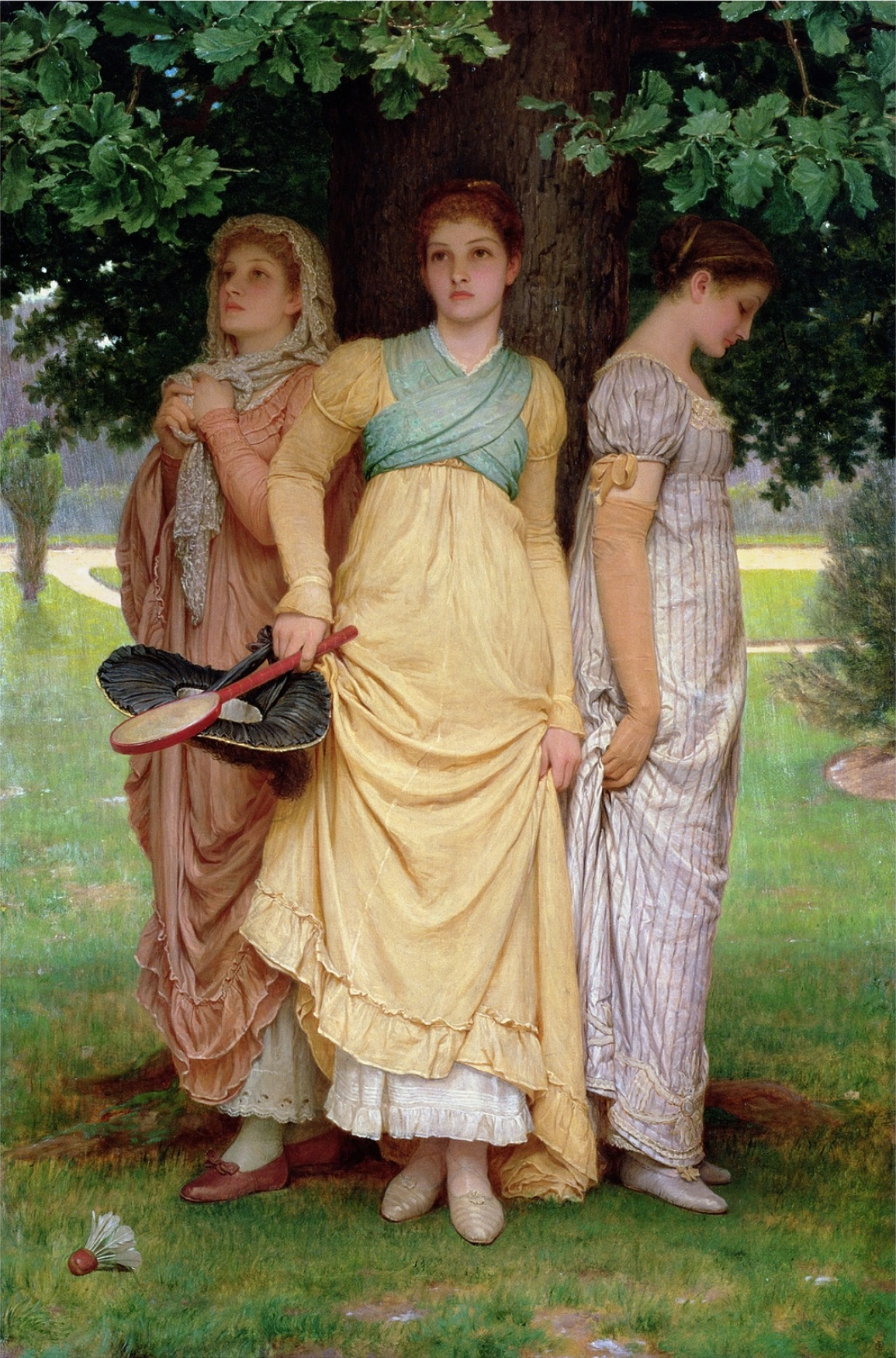
A Summer Shower
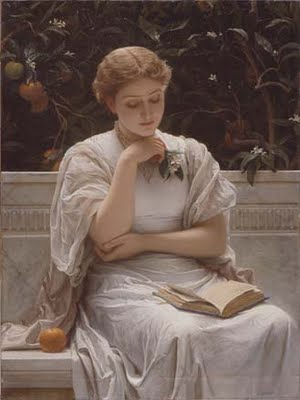
A Girl Reading